# Contato mecânico
Em tribologia é fundamental identificar o tipo de contato entre corpos sólidos. Quando as superfícies desses corpos são consideradas do ponto de vista macroscópico, apenas sua forma é relevante, sendo ignoradas imperfeiçoes (ondulações e rugosidade). Nessas condições, pode-se considerar o contato como conforme ou não conforme, segundo as indicações a seguir:
Contato conforme: as superfícies se encaixam de tal forma que existe uma área de contato aparente (nominal) facilmente mensurável.
Contato não conforme: as superfícies tocam-se em apenas um ponto ou uma linha. Nota: Em ensaios de desgaste a área nominal de contato de pelo menos uma das superfícies aumenta.
Observação: Havendo desgaste, o contato não conforme pode passar a ser conforme. Esta questão não é isenta de controvérsias; por exemplo, notar que na figura 2b o desgaste não ocasiona aumento de área.